# Thinadhoo (Vaavu)
Thinadhoo är en ö i Felidhuatollen i Maldiverna. Den ligger i den centrala delen av landet, 75 km söder om huvudstaden Malé. Den tillhör den administrativa atollen Vaavu. 